# Little Red Corvette
Singles de Prince
1999
(1982) Delirious
(1983)
Little Red Corvette est une chanson du musicien américain Prince extrait de l'album 1999 sorti en 1982. Sorti en single le 19 mars 1983, plus grand succès à l'époque, le single a atteint la 6e position au Billboard Hot 100.
La chanson combine une boîte à rythmes et une lente accumulation de synthétiseurs pour les couplets et rempli de chœurs rock. Les chœurs ont été effectués par Lisa Coleman et le solo de guitare joué par Dez Dickerson. Dans la chanson, Prince raconte une aventure d'un soir avec une belle femme mais immorale, bien qu'il apprécie l'expérience, il la pousse à "ralentir" et de "trouver un amour qui va durer" avant qu'elle ne se détruise. En plus du titre, il utilise plusieurs autres métaphores d'automobile, par exemple en comparant leurs ébats amoureux dans une promenade en limousine. Le terme « Little Red Corvette » a également été soupçonné de se référer à un vagin ou du clitoris, principalement en raison de la poésie lyrique, « I'm gonna try to tame your little red love machine. ».
Prince a eu l'idée de la chanson quand il s'est endormi dans la Edsel rose de Lisa Coleman après une session d'enregistrement épuisante de nuit. Les paroles lui sont venues par petits morceaux aux cours de ce somme et d'autres siestes. Finalement, il a été capable de le finir sans sommeil.

## Classement & clip vidéo
Le magazine Rolling Stone a classé cette chanson 108e du classement Les 500 plus grandes chansons de tous les temps selon Rolling Stone. Quant au solo de guitare de Dez Dickerson, il a été classé 64e meilleur solo de guitare de tous les temps par les lecteurs du magazine Guitar World. La chanson est actuellement classée 87e chanson de tous les temps, ainsi que la troisième meilleure chanson en 1982 par Acclaimed Music.
Le vidéo clip a été réalisé par Bryan Greenberg et paru en février 1983, ce fut l'une des premières vidéos d'un artiste noir à être diffusée régulièrement sur MTV. Michael Jackson a été le premier à briser la barrière de la couleur avec Billie Jean.

## Versions du single
Le vinyle remix 12" de la chanson est sorti pour accompagner le single, et la chanson continue là où la version de l'album s'arrête. Le single américain a été initialement publié avec le titre de l'album All the Critics Love U in New York en tant que Face-B, tandis qu'au Royaume-Uni, deux singles distincts ont fait apparier avec les titres Lady Cab Driver ou Horny Toad. Les versions 12" britanniques font apparaitre par paire les chansons Automatic et International Lover ou Horny Toad et D.M.S.R. Plus tard, il est sorti en double Face AA avec 1999. Le single est aussi sorti avec un autre titre de l'album 1999, Let's Pretend We're Married.

## Liste des titres
Tous les titres ont été écrits, composés, produits et arrangés par Prince.

### Vinyle 7"
| A. | Little Red Corvette (edit) | 3:06 |
| B. | Lady Cab Driver            | 5:05 |

| A.  | Little Red Corvette | 3:08 |
| AA. | 1999                | 3:35 |

| A. | Little Red Corvette                | 3:08 |
| B. | All the Critics Love U in New York | 3:15 |

| A. | Little Red Corvette (edit) | 3:06 |
| B. | Horny Toad                 | 2:13 |

### Vinyle 12"
| A.  | Little Red Corvette (Full version) | 5:03 |
| B1. | Automatic                          | 9:28 |
| B2. | International Lover                | 6:38 |

| A1. | Little Red Corvette (version longue) | [ 6 ] |
| A2. | Horny Toad                           |       |
| B.  | D.M.S.R.                             |       |

## Charts
| Pays             | Chart             | Meilleure position | Nombre de semaines | Première entrée | Réf   |
| ---------------- | ----------------- | ------------------ | ------------------ | --------------- | ----- |
| États-Unis       | Billboard Hot 100 | 6                  | 22                 | 26 février 1983 | [ 2 ] |
| Royaume-Uni      | UK Singles Chart  | 10                 | 2                  | 19 janvier 1985 | [ 7 ] |
| Nouvelle-Zélande | Rianz             | 12                 | 15                 | 19 juin 1983    | [ 8 ] |